# SN 2007A
SN 2007A – supernowa typu Ia odkryta 2 stycznia 2007 roku w galaktyce NGC 105. W momencie odkrycia miała maksymalną jasność 16,00m.